# Martin Rhonheimer

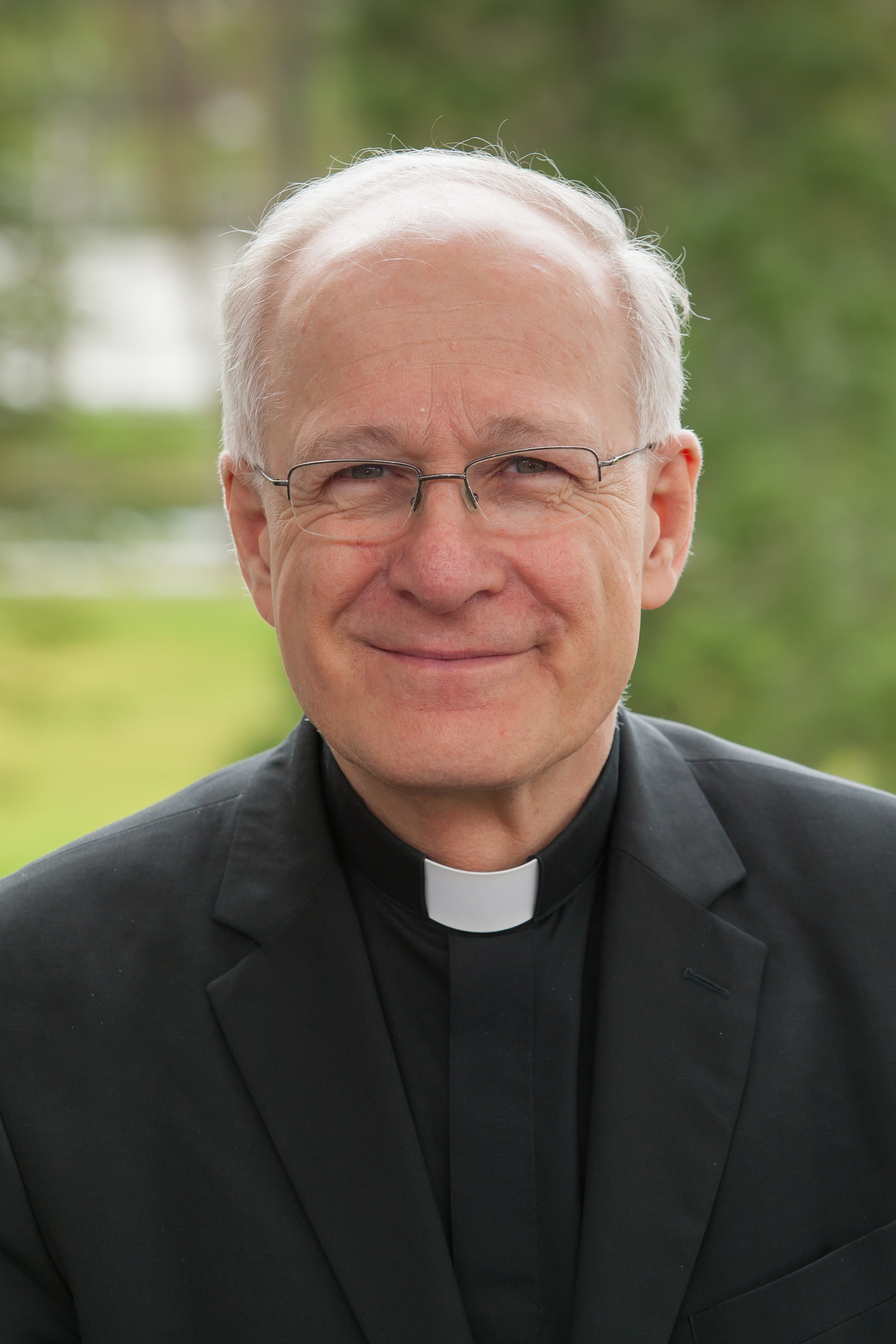
Martin Rhonheimer

Martin Rhonheimer (* 1950 in Zürich) ist ein Schweizer Philosoph und seit 1990 Universitätsprofessor für Ethik und politische Philosophie an der Päpstlichen Universität Santa Croce in Rom (seit 2020 als Visiting Professor). Er ist Priester der katholischen Personalprälatur Opus Dei und Gründungspräsident des Austrian Institute of Economics and Social Philosophy in Wien, wo er heute lebt.

## Leben
Rhonheimer wurde 1950 geboren und stammt aus einer mehrheitlich jüdischen Familie. Im Alter von sieben Jahren konvertierte er zusammen mit seinem zwei Jahre älteren Bruder zum katholischen Glauben.
Nach der Volksschule absolvierte er das humanistische Gymnasium im Benediktinerkollegium Sarnen, danach studierte er Geschichte, Philosophie und politische Wissenschaft in Zürich und Theologie in Rom. 1977 Promotion zum Dr. phil. bei Hermann Lübbe an der Universität Zürich mit der Arbeit Politisierung und Legitimitätsentzug. Totalitäre Kritik der parlamentarischen Demokratie in Deutschland. Von 1972 bis 1978 war er Assistent von Hermann Lübbe am Philosophischen Seminar der Universität Zürich, 1981/82 Forschungsassistent bei Otfried Höffe an der Universität Freiburg/Schweiz, Forschungsstipendiat der Fritz Thyssen Stiftung, Köln, als solcher ab 1982 Zusammenarbeit mit Wolfgang Kluxen, Universität Bonn (Habilitationsprojekt: Praktische Vernunft und Vernünftigkeit der Praxis, publiziert 1994).
1974 trat Rhonheimer dem Opus Dei bei. 1983 wurde er in Rom durch Papst Johannes Paul II. zum Priester geweiht (Inkardination in der Personalprälatur Opus Dei). Von 1990 bis 2020 war er Professor für Ethik und politische Philosophie an der Philosophischen Fakultät der Päpstlichen Universität Santa Croce in Rom, der er weiterhin als Visiting Professor sowie als Mitglied des wissenschaftlichen Beirats der von der Universität herausgegebenen Zeitschrift Acta Philosophica verbunden bleibt.
Er ist Mitglied der Europäischen Akademie der Wissenschaften und Künste, der Friedrich A. von Hayek-Gesellschaft, der Ludwig-Erhard-Stiftung, des Lord-Acton-Kreises und bezeichnet sich in der Tradition von Lord Acton als „katholischen Liberalen“. Seit 2015 ist er Präsident des von ihm mitbegründeten Austrian Institute of Economics and Social Philosophy mit Sitz in Wien, wo er gegenwärtig lebt.
Rhonheimer publizierte in Fachzeitschriften und Sammelbänden, vornehmlich auf dem Gebiet der Moralphilosophie und politischen Philosophie sowie der Wirtschaftsethik und Sozialphilosophie, wie auch über Fragen der Sexualethik und Bioethik und verteidigte in seinem Buch „Homo sapiens: die Krone der Schöpfung“ (2016) die moderne Evolutionstheorie gegenüber Kreationismus und Intelligent Design. 2012 veröffentlichte er das Buch „Christentum und säkularer Staat“, mit einem Vorwort von Ernst-Wolfgang Böckenförde, worin er die These vertritt, dass der freiheitliche säkulare Staat der Moderne auf dem Boden einer vom Christentum geprägten Zivilisation gewachsen ist und sich nur auf deren Prämissen der Scheidung von Politik und Religion erhalten kann.
Rhonheimer publiziert in Zeitschriften und Zeitungen wie Herder Korrespondenz, Internationale Katholische Zeitschrift Communio, Vatican Magazin, Neue Zürcher Zeitung, Frankfurter Allgemeine Zeitung, Schweizerische Kirchenzeitung, Imago Hominis und gab Interviews wie etwa für die Frankfurter Allgemeine Sonntagszeitung, die Wirtschaftswoche online oder Die Tagespost. Er warnt vor der Überhöhung des Staates in Form der totalitären „Staatsvergottung“ des 20. Jahrhunderts ebenso wie vor einer mit dem westlichen Rechtsverständnis inkompatiblen „Islamisierung“ der Gesellschaft.
Rhonheimers Thesen wurden von katholischen Sozialethikern des Oswald von Nell-Breuning-Instituts für Wirtschafts- und Gesellschaftsethik kritisiert. Der Wiener Sozialethikerin Ingeborg Gabriel, die Rhonheimer vorwarf, Sozialpolitik für kontraproduktiv und Recht bzw. Gerechtigkeit für unsinnige Kategorien zu halten, sowie eine mit der katholischen Soziallehre unvereinbare Position einzunehmen, antwortete er zuletzt im Januar 2021 in einem offenen Brief.

## Schriften
- Politisierung und Legitimitätsentzug. Totalitäre Kritik der parlamentarischen Demokratie in Deutschland. Alber, Freiburg im Breisgau 1979, ISBN 3-495-47406-4 (= Diss. phil. Zürich 1977).
- Familie und Selbstverwirklichung. Alternativen zur Emanzipation. Verlag Wissenschaft und Politik, Köln 1979, ISBN 3-8046-8558-7.
- Natur als Grundlage der Moral. Die personale Struktur des Naturgesetzes bei Thomas von Aquin. Eine Auseinandersetzung mit autonomer und teleologischer Ethik. Tyrolia, Innsbruck 1987, ISBN 3-7022-1602-2.
- Praktische Vernunft und Vernünftigkeit der Praxis. Handlungstheorie bei Thomas von Aquin in ihrer Entstehung aus dem Problemkontext der aristotelischen Ethik. Akademie-Verlag, Berlin 1994, ISBN 3-05-002536-0.
- La prospettiva della morale. Fondamenti dell'etica filosofica. Armando, Rom 1994, ISBN 88-7144-488-4.
  - Erweiterte und aktualisierte Ausgabe als: Die Perspektive der Moral. Philosophische Grundlagen der Tugendethik. Akademie, Berlin 2001, ISBN 3-05-003629-X: englische Ausgabe: The Perspective of Morality: Philosophical Foundations of Thomistic Virtue Ethics. Catholic University of America Press, Washington D.C. 2011, ISBN 978-0-8132-1799-4.
- Absolute Herrschaft der Geborenen? Anatomie und Kritik der Argumentation von Norbert Hoersters „Abtreibung im säkularen Staat“. IMABE, Wien 1995, ISBN 3-85297-002-4.
- La filosofia politica di Thomas Hobbes. Coerenza e contraddizioni di un paradigma. Armando, Rom 1997, ISBN 88-7144-681-X.
- Etica della procreazione. Contraccezione – Fecondazione artificiale – Aborto. Edizioni PUL-Mursia, Mailand 2000, ISBN 88-465-0062-8.
- Die Perspektive der Moral. Philosophische Grundlagen der Tugendethik. Akademie-Verlag, Berlin 2001, ISBN 978-3-05-003629-8.
- Abtreibung und Lebensschutz. Tötungsverbot und Recht auf Leben in der politischen und medizinischen Ethik. Schöningh, Paderborn 2004, ISBN 3-506-70114-2.
- Die Verwandlung der Welt. Zur Aktualität des Opus Dei. Adamas, Köln 2006, ISBN 3-937626-04-2.
- The Perspective of the Acting Person: Essays in the Renewal of Thomistic Moral Philosophy. Catholic University of America Press, Washington D.C. 2008, ISBN 978-0-8132-1511-2.
- Ihr seid das Licht der Welt. Das Opus Dei – jungen Menschen erklärt. Adamas, Köln 2009, ISBN 978-3-937626-10-9.
- Christentum und säkularer Staat. Geschichte – Gegenwart – Zukunft. Verlag Herder, Freiburg 2012, ISBN 978-3-451-30603-7.
- The Common Good of Constitutional Democracy: Essays in Political Philosophy and on Catholic Social Teaching. Catholic University of America Press, Washington D.C. 2013, ISBN 978-0-8132-2009-3.
- Homo sapiens: die Krone der Schöpfung. Herausforderungen der Evolutionstheorie und die Antwort der Philosophie. Springer VS, Wiesbaden 2016, ISBN 978-3-658-12075-7.

## Deutschsprachige Artikel (Auswahl)
- „Nur Personen entwickeln die Eigenschaften von Personen“. Die Tagespost, 18. April 2003.
- „Das Gewissen reinigen: Sich erinnern, wie es wirklich war“. Die Tagespost, 28. Juni 2003.
- „Mel Gibsons Passionsfilm: Antisemitisch?“ «Schweizerische Kirchenzeitung» 33–34 (2004), S. 600–602 und 613–615, August 2004 (PDF; 238 kB).
- „Neodarwinistische Evolutionstheorie, Intelligent Design und die Frage nach dem Schöpfer. Aus einem Schreiben an Kardinal Christoph Schönborn“. Imago Hominis 14 (2007), S. 47–81.
- „Die ‚Hermeneutik der Reform‘ und die Religionsfreiheit“. Die Tagespost, 26. September 2009
- Religionsfreiheit – Bruch mit der Tradition? Die Neue Ordnung 65 (2011), S. 244–261.
- Töten im Namen Allahs, NZZ Online, 6. September 2014.
- „Barmherzigkeit schafft keinen Wohlstand“, FAZ Online, 19. Februar 2017.
- Naht das Ende des Menschlichen?, NZZ, 24. Februar 2018.
- Hayeks Kritik der sozialen Gerechtigkeit. In: H. Bouillon, C. Gebauer (Hg.): Freiheit in Geschichte  und Gegenwart. Festschrift für Gerd Habermann. Reinbek 2020, S. 693–102.
- Warum Eigentum sozial ist, Herder Korrespondenz , 2021, Heft 7, S. 45–49.
- 1944 prangerte Hayek das totalitäre Regime an, durch die Verdrehung der Sprache «das Denken der Menschen zu bestimmen». Das Buch des Ökonomen ist noch immer aktuell, NZZ, 7. Juni 2024